# Leovigild
Leovigild, Liuvigild, Leuvigild of Leogild (rond 525 – Toledo, 21 april 586) was van 569 tot zijn overlijden koning van het Visigotische koninkrijk, dat in zijn tijd het grootste deel van het moderne Spanje besloeg.
Na een korte periode van anarchie die volgde op de dood van koning Athanagild, werden Leovigild en zijn broer Liuva I uitgeroepen tot koningen van de Visigoten. De overleden Athanagild was een broer van zowel Leovigild als Liuva. Beide nieuwe koningen waren ariaanse christenen, in tegenstelling tot hun merendeels katholieke onderdanen. Liuva heerste in de Visigotische landen ten noorden van de Pyreneeën, terwijl Leovigild in Hispania regeerde. Na de dood van Liuva in 572 werd Leovigild alleenheerser.
Leovigild was tweemaal getrouwd: eerst met Theodosia; uit dit huwelijk werden zijn twee zonen Hermenegild en Reccared geboren. Na de dood van zijn eerste vrouw trad hij in het huwelijk met Athanagilds weduwe Goiswintha. 
Hij werd opgevolgd door zijn tweede zoon Reccared, die in 589 overging naar het katholicisme. Deze bekering zou spoedig gevolgd worden door het merendeel van de Visigoten en er toe leiden dat de afstand tussen het gewone Romaanse volk en de Visigotische bovenlaag kleiner werd. 